# カンタベリー (NPC)
カンタベリー（Canterbury）は、ニュージーランドのカンタベリー地方を拠点とする、ニュージーランド州代表選手権（NPC、National Provincial Championship）に参入している、カンタベリー州（Canterbury Region）代表のラグビーユニオンチームである。
ここでは、チームを統括する組織「カンタベリー・ラグビーフットボール・ユニオン（Canterbury Rugby Football Union）」についても述べる。

## ホームスタジアム
ホームスタジアムは、クライストチャーチにあるラグビー・パーク（Rugby Park）。カンタベリー・ラグビーフットボール・ユニオンの本部もある。
- 住所：Rugby Park, 3 Malvern Street St Albans, Christchurch

## 沿革
1879年、ニュージーランド初のユニオンとして、カンタベリー・ラグビーフットボール・ユニオン（Canterbury Rugby Football Union）が設立された。
1976年、ニュージーランドの州ごとに選抜されたチームで競うNPC（ニュージーランド州代表選手権、National Provincial Championship）が始まった。
カンタベリーは、NPCにおいて2008年から2013年まで6連覇し、2017年までで9回優勝を果たし、多くのオールブラックス（ニュージーランド代表）選手を輩出した。

## カンタベリー・ラグビーフットボール・ユニオン
シニアクラブや学校ラグビーを含む、カンタベリーユニオン内のすべてのクラブラグビーを管理している。
カンタベリー州（Canterbury Region）では、3つのラグビーユニオンに分かれており、ミッド・カンタベリー（Mid Canterbury Rugby Football Union）とサウス・カンタベリー（South Canterbury Rugby Football Union）は、別のユニオンとなる。しかし州代表チームのくくりでは、カンタベリー1つである。
スーパーラグビーに参入するチームとして、1996年にカンタベリー・クルセイダーズ（現・クルセイダーズ）が創設された。現在のクルセイダーズには、他の州のユニオン（タスマン、ウエストコースト、ミッド・カンタベリー、サウス・カンタベリーなど）からの選手も加入している。